# Thalita Zampirolli
Thalita Campos Zampirolli, conocida simplemente como Thalita Zampirolli (Cachoeiro de Itapemirim, 17 de mayo de 1989), es una empresaria, modelo y actriz transgénero brasileña.
Actualmente vive en Boston, en Estados Unidos, donde es empresaria.

## Biografía
Thalita Zampirolli nació en Cachoeiro de Itapemirim el 17 de mayo de 1989. Con 18 años de edad se identificó como mujer trans y se sometió a una cirugía de reasignación de sexo.
Como modelo y actriz, en 2015 empezó a trabajar como artista funk. Grabó escenas para la telenovela A Força do Querer, de TV Globo.
En 2016, desfiló en el carnaval de Vitória. En 2023 fue reina del carnaval de las escuelas de samba Unidos de Padre Miguel y Camarote Super Vip, ambos en Río, e Independente de Boa Vista, en Espírito Santo.

### Controversia
En el 2013 se hizo famosa luego de ser fotografiada con Romário.
Zampirolli tiene una cuenta de OnlyFans y recibe solicitudes inusuales, como pedir gotas de su perfume y personas que quieren llevarla a Dubai y Maldivas.